# Tribulus macropterus
Tribulus macropterus là một loài thực vật có hoa trong họ Zygophyllaceae. Loài này được Boiss. miêu tả khoa học đầu tiên.